# Marathon Classic
De Marathon Classic is een jaarlijks golftoernooi voor vrouwen, dat deel uitmaakt van de LPGA Tour. Het toernooi werd opgericht in 1984 als de Jamie Farr Toledo Classic en vindt sinds 1989 plaats op de Highland Meadows Golf Club in Sylvania, Ohio.
Het toernooi wordt over vier dagen gespeeld in een strokeplay-formule en na de tweede dag wordt de cut toegepast. Echter, van 1989 tot 1996 werd het gespeeld over drie dagen.

## Geschiedenis
Het toernooi werd opgericht nadat de PGA Tour-caddie Judd Silvermaneen een idee had om een golftoernooi te organiseren voor vrouwelijke golfers in zijn geboortestreek. Hij contacteerde enkele sponsors en acteur Jamie Farr om een golftoernooi te organiseren. Tijdens de golftoernooi werd er geld verzameld voor goede doelen die bestemd waren voor kinderen in de geboortestreek van Silvermaneen en Farr. Van 1984 tot 2013 werd het toernooi georganiseerd als de Jamie Farr Classic.
Van 2001 tot 2003 en in 2012 was Kroger een van de belangrijkste sponsor voor dit toernooi. Het Amerikaans glasvezelversterkte kunststofbedrijf Owens Corning was van 2004 tot 2010 hoofdsponsor van dit toernooi.
In 2013 werd het toernooi hernoemd naar de huidige naam: de Marathon Classic.

## Golfbanen
| Jaar       | Golfbaan                   | Par | Plaats         | Info                                             |
| ---------- | -------------------------- | --- | -------------- | ------------------------------------------------ |
| 1984-1988  | Glengarry Country Club     | 72  | Holland, Ohio  | Anno 1988 hernoemd tot de Stone Oak Country Club |
| 1989-heden | Highland Meadows Golf Club | 71  | Sylvania, Ohio | Baanrecord: 60 (-11)                             |

## Winnaressen
| Jaar                             | Winnares                  | Score                     | Score                     | Info                                                            |
| Jamie Farr Toledo Classic        | Jamie Farr Toledo Classic | Jamie Farr Toledo Classic | Jamie Farr Toledo Classic | Jamie Farr Toledo Classic                                       |
| -------------------------------- | ------------------------- | ------------------------- | ------------------------- | --------------------------------------------------------------- |
| 1984                             | Lauri Peterson            | 278                       | –10                       |                                                                 |
| 1985                             | Penny Hammel              | 278                       | –10                       |                                                                 |
| 1986                             | geen toernooi             | geen toernooi             | geen toernooi             | geen toernooi                                                   |
| 1987                             | Jane Geddes               | 280                       | –8                        |                                                                 |
| 1988                             | Laura Davies              | 277                       | –11                       |                                                                 |
| 1989                             | Penny Hammel              | 206                       | –7                        |                                                                 |
| 1990                             | Tina Purtzer              | 205                       | –8                        |                                                                 |
| 1991                             | Alice Miller po           | 205                       | –8                        | Won de play-off van Deb Richard                                 |
| 1992                             | Patty Sheehan             | 209                       | –4                        |                                                                 |
| 1993                             | Brandie Burton            | 201                       | –12                       |                                                                 |
| 1994                             | Kelly Robbins             | 204                       | –9                        | Won de play-off van Tammie Green                                |
| 1995                             | Kathryn Marshall          | 205                       | –8                        |                                                                 |
| 1996                             | Joan Pitcock              | 204                       | –9                        |                                                                 |
| Jamie Farr Kroger Classic        |                           |                           |                           |                                                                 |
| 1997                             | Kelly Robbins             | 265                       | –19                       |                                                                 |
| 1998                             | Se Ri Pak                 | 261                       | –23                       |                                                                 |
| 1999                             | Se Ri Pak po              | 276                       | –8                        |                                                                 |
| 2000                             | Annika Sörenstam po       | 274                       | –10                       | Won de play-off van Rachel Teske                                |
| 2001                             | Se Ri Pak                 | 269                       | –15                       |                                                                 |
| 2002                             | Rachel Teske              | 270                       | –14                       |                                                                 |
| 2003                             | Se Ri Pak                 | 271                       | –13                       |                                                                 |
| Jamie Farr Owens Corning Classic |                           |                           |                           |                                                                 |
| 2004                             | Meg Mallon                | 277                       | –11                       |                                                                 |
| 2005                             | Heather Bowie po          | 274                       | –10                       | Won de play-off van Gloria Park                                 |
| 2006                             | Mi Hyun Kim po            | 266                       | –18                       | Won de play-off van Natalie Gulbis                              |
| 2007                             | Se Ri Pak                 | 267                       | –17                       |                                                                 |
| 2008                             | Paula Creamer             | 268                       | –16                       |                                                                 |
| 2009                             | Eunjung Yi po             | 266                       | –18                       | Won de play-off van Morgan Pressel                              |
| 2010                             | Na Yeon Choi po           | 270                       | –14                       | Won de play-off van In-Kyung Kim, Song-Hee Kim en Christina Kim |
| 2011                             | geen toernooi             | geen toernooi             | geen toernooi             | geen toernooi                                                   |
| Jamie Farr Toledo Classic        |                           |                           |                           |                                                                 |
| 2012                             | So Yeon Ryu               | 264                       | –20                       |                                                                 |
| Marathon Classic                 |                           |                           |                           |                                                                 |
| 2013                             | Beatriz Recari            | 267                       | –17                       |                                                                 |
| 2014                             | Lydia Ko                  | 269                       | –15                       |                                                                 |

| Toernooirecord |  | po = winnares na play-off |

### Meervoudig winnaressen
5 keer
- Se Ri Pak: 1998, 1999, 2001, 2003 & 2007

2 keer
- Penny Hammel: 1985 & 1989
- Kelly Robbins: 1994, 1997